# Rorschwihr
Rorschwihr là một xã ở tỉnh Haut-Rhin trong vùng Grand Est ở đông bắc Pháp. Xã này có diện tích 2,47 km², dân số năm 1999 là 399 người. Khu vực này có độ cao 190 mét trên mực nước biển.